# Cnemaspis bayuensis
Espèce
Cnemaspis bayuensis est une espèce de geckos de la famille des Gekkonidae.

## Répartition
Cette espèce est endémique du Kelantan en Malaisie.

## Description
Cnemaspis bayuensis mesure, queue non comprise, jusqu'à 46,1 mm pour les mâles et jusqu'à  45,2 mm pour les femelles.

## Étymologie
Son nom d'espèce, composé de bayu et du suffixe latin -ensis, « qui vit dans, qui habite », lui a été donné en référence au lieu de sa découverte, Kampung Bayu.

## Publication originale
- Grismer, Grismer, Wood & Chan, 2008 : The distribution, taxonomy, and redescription of the geckos Cnemaspis affinis (Stoliczka 1887) and C. flavolineata (Nicholls 1949) with descriptions of a new montane species and two new lowland, karst- dwelling species from Peninsular Malaysia. Zootaxa, n. 1931, p. 1–24.